# 鮨屋で…
「鮨屋で…」（すしやで…）は、2008年12月17日に発売されたあさみちゆきの8枚目のシングル。

## 解説
- 表題曲・カップリング共に、あさみの4枚目のアルバム『あさみのうたIV』からのシングルカット。

## 収録曲
1. 鮨屋で… (4分56秒)
作詞：井上千穂／作曲：杉本眞人／編曲：宮崎慎二
2. 情島物語 (4分32秒)
作詞：星野哲郎／作曲：網倉一也／編曲：宮崎慎二
3. 鮨屋で…（オリジナル・カラオケ） (4分56秒)
4. 情島物語（オリジナル・カラオケ） (4分32秒)

## カバー・競作
- すぎもとまさと - 2008年9月24日発売のアルバム『Heartful & Soulful』に収録。